# 北沼路20號
北沼路20號（英語：20 Northmoor Road）是位於英國牛津北沼路的一棟建築，曾是兼为語言學家和作家的J·R·R·托爾金的住所，2004年成為英國二級登錄建築。

## 歷史

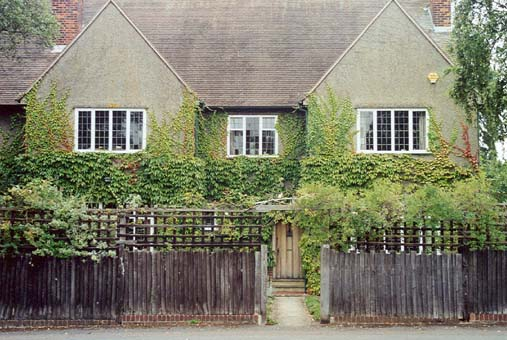
北沼路20號的正面。

北沼路20號建成於1924年，由當地建築師Fred Openshaw設計。最初的屋主為書商班傑明·亨利·布萊克威爾的兒子貝西·布萊克威爾。
貝西·布萊克威爾於1929年搬離北沼路20號。次年，J·R·R·托爾金與他的家人正式入住該處，他們都感到這棟屋子的空間比之前住過的北沼路22號還要寬暢得多。托爾金還擁有了自己的書房，他的子女約翰和普里西拉如此回憶當時書房的情景：
從地板到天花板，四壁都排滿了書，它還有一個巨大黑色鉛製火爐，它是每日大戲的源頭：羅納德早晨的第一件事就是生火爐並移動它，然後被其他事情分了心，結果他會被鄰居或郵差的大喊大叫所喚醒——煙囪著火了，黑煙正從煙囪中冒出來。
托爾金在北沼路20號居住期間，於客廳內撰寫了《哈比人歷險記》和一部分的《魔戒》。直至1947年，托爾金終與伊迪絲、普里西拉搬離了北沼路20號，由於當時約翰、麥可和克里斯多夫等幾位孩子都不再住在該處，所以北沼路20號寬暢的空間對托爾金而言已是「大而無當」。
2002年，一面標記托爾金曾在此居住過的藍色牌匾揭幕。2004年5月，北沼路20號以150萬英鎊的價格出售。
英國數位、文化、媒體暨體育部部長安德魯·麥金托什於2004年11月正式將北沼路20號定為二級登錄建築，他表示入選原因跟托爾金的重要地位有關。

## 影響
《哈比人》與《魔戒》中對哈比人洞穴內部構造的描述可能靈感源自於北沼路20號。